# Эссенциальный тремор
Эссенциальный тремор (ЭТ, так же именуемый доброкачественный тремор,  или идиопатический тремор) —  часто встречающееся  медленно прогрессирующее неврологическое заболевание, сопровождающееся непроизвольным дрожанием конечностей тела (чаще рук, реже головы). 
Его распространенность составляет от 0,3 до 6,7% среди лиц моложе 40 лет и достигает 8-17% на восьмом и девятом десятилетиях жизни.

## Этиология
Семейный характер выявляется в 1/2 случаев ЭТ [4, 5]. Однако на сегодняшний день лишь в крайне небольшом числе случаев найдены три локуса, связанные с ЭТ: 3q13 (FET1; ETM1), 2p24.1 (ETM2) и 6p23 (ETM3) [6]. Анализ семейных случаев указывает на аутосомно-доминантное наследование с вариабельной пенетрантностью и экспрессивностью гена.
Существует мало исследований, изучающих возможность негенетического происхождения ЭТ. Среди предполагаемых экологических факторов особое внимание уделяется алкалоидам β-карболина — мощным треморогенным веществам, которые часто обнаруживаются в пище, особенно в мясе, приготовленом при высокой температуре в течение длительного времени. Концентрация этих веществ в крови была выше у больных с ЭТ, чем в контрольной группе.
Генетическую и экологическую теории нельзя рассматривать как взаимоисключающие. Так, например, в одних случаях факторы внешней среды могут быть агентами экспрессии генов, а в других случаях генотип может предопределять восприимчивость к определенным экологическим факторам. Спорадические случаи клинически не отличаются от семейных и также могут иметь в своей основе генетический дефект. Единственным относительным отличием может являться возраст дебюта ЭТ: семейные случаи по большей части проявляются до 60 лет (чаще в 35—45 лет, но иногда до 10—20 лет), спорадические заболевания возникают позднее. Большинство случаев так называемого сенильного тремора, который рассматривается как вариант ЭТ, возникающий в возрасте старше 65 лет (ЭТ с поздним началом), имеют спорадический характер.

## Симптоматика
Основным клиническим проявлением заболевания является двусторонний акционный тремор в руках, появляющийся при движении (кинетический тремор) и/или при произвольном удержании определенной позы (постуральный тремор). Тремор обычно появляется в обеих руках сразу или вначале в одной, а затем с небольшой задержкой  (не более нескольких месяцев) в другой, однако его амплитуда в одной руке может быть выше, чем в другой, поэтому симметричность дрожания бывает относительной.  Более того, в ряде семейных случаев (4,4%) с аутосомно-доминантным типом наследования наблюдались пациенты как с двусторонним, так и односторонним тремором. Тем не менее спорадические случаи одностороннего акционного тремора не принято относить к ЭТ. Первоначально в тремор вовлекаются дистальные отделы рук, затем дрожание распространяется в проксимальном направлении и на аксиальные отделы (голова, гортань, редко туловище).
Считается, что для ЭТ характерно доброкачественное, медленно прогрессирующее течение. У более 80% пациентов, обратившихся за медицинской помощью, тремор вызывал затруднения повседневной активности, например ограничивал возможность самостоятельного приема пищи или одевания.
Кинетический тремор рук может возникать во время различных произвольных движений, в том числе при питье воды из стакана или при наливании в него воды, использовании столовых приборов или при письме. Кинетический тремор нередко усиливается в последней точке целенаправленного движения (так называемое «терминальное усиление), но иногда он имеет более четкий интенционный характер, нарастая по мере приближения к цели. Постуральный тремор рук (например, при удержании верхних конечностей в вытянутом горизонтальном положении впереди туловища) обычно имеет меньшую амплитуду, чем кинетический тремор. Дрожание в руках чаще всего включает сгибание и разгибание кистей, сведение и разведение пальцев, значительно реже оно имеет ротаторный характер (пронация и супинация), который более характерен для паркинсонического тремора. С увеличением возраста больного имеется тенденция к снижению частоты тремора до 4 Гц.
Тремор головы наблюдается приблизительно у 30% пациентов с ЭТ . Дрожание головы может быть представлено колебанием по типу «да—да» или «нет—нет». Изолированный тремор головы, ранее рассматривавшийся как особый вариант ЭТ, в настоящее время не включается в ЭТ. Однако этот вопрос окончательно не решен. Тремор головы, возникающий на фоне ее дистонической позы, как правило, является вариантом фокальной дистонии. Обычно он более выражен при повороте головы в одну из сторон (противоположную направлению дистонической тяги). На более поздней стадии в тремор вовлекаются голосовые связки (около 20% случаев), лицо и челюсть (около 10%), язык (около 20%), туловище (около 5%) и нижние конечности (около 10%. Из-за тремора языка, мягкого неба, голосовых складок у больных может возникать легкая дизартрия, но она редко наблюдается до 65 лет.
В течение дня в связи с суточными ритмами физиологических процессов и изменением эмоционального состояния возможны колебания амплитуды (но не частоты) тремора. Под влиянием стресса, переутомления, при повышении температуры, приеме психостимуляторов выраженность дрожания может временно усиливаться. Как и другие экстрапирамидные синдромы, во сне дрожание уменьшается или исчезает полностью.
При классическом варианте ЭТ другие неврологические проявления отсутствуют, однако в клинике нередко встречаются случаи, когда дрожание, аналогичное ЭТ, сопровождается другими неврологическими симптомами. Среди них мозжечковые (нарушение тандемной ходьбы, интенционный тремор, дисметрия), дистонические симптомы (установочное положение головы, писчего спазма, блефароспазма), симптомы паркинсонизма (тремор покоя, гипомимия, брадикинезия, тенденция к ахйрокинезу). Обычно это «мягкие симптомы», не имеющие клинического значения, т.е. не достигающие степени выраженности, которая позволяет диагностировать тот или иной неврологический синдром.  В последние годы в подобных случаях принято диагностировать ЭТ-плюс. Недавно опубликованные критерии диагностики ЭТ, разработанные Международным обществом болезни Паркинсона и расстройств движений, впервые содержат определение ЭТ-плюс. У части пациентов с ЭТ, помимо кинетико-постурального тремора, наблюдается тремор покоя в отсутствие ригидности или брадикинезии. У данных пациентов присутствует более выраженное и распространенное постурально-кинетическое дрожание. Следует учитывать, что тремор покоя при ЭТ обладает некоторыми особенностями, являясь лишь продолжением выраженного постурально-кинетического дрожания, имеет те же частотные характеристики, не уменьшается при движении. В связи с этим корректнее определять этот вид тремора как «тремор в покое».

## Дифференциальная диагностика
Заболевание носит относительно доброкачественный характер и отличается медленно прогрессирующим дрожанием рук с частотой 6-12 Гц, реже – дрожанием головы, губ, голоса, туловища, ног. Весьма нередко его "путают" с болезнью Паркинсона. Однако уметь различать эти две болезни чрезвычайно важно, поскольку лечение и прогноз при них принципиально различны.
Для болезни Паркинсона характерно дрожание в покое, а также повышение мышечного тонуса (ригидность), "застывшая" поза (акинезия) и другие симптомы. Эссенциальный тремор чаще характеризуется только одним симптомом - дрожанием, которое отличается от дрожания покоя при болезни Паркинсона тем, что появляется при напряжении мышц и движении конечностей, чаще рук. Как правило, прекращается во время ночного отдыха и увеличивается при активной деятельности, в отличие от болезни Паркинсона. В четверти случаев к дрожанию могут присоединиться нарушения при письме (писчий спазм), легкая степень кривошеи, легкое повышение мышечного тонуса рук, которое никогда не усиливается до стадии ригидности, характерной для болезни Паркинсона. Если болезнь Паркинсона быстро прогрессирует и с течением времени резко инвалидизирует больных, то пациенты с эссенциальным тремором отличаются долголетием (иногда до 90 лет и более) и относительно хорошим качеством жизни (часто сохраняется хороший уровень интеллекта, памяти, а также нередко и способность к самообслуживанию).
Трудности дифференциальной диагностики возникают в тех случаях, когда при классической клинике болезни Паркинсона у пациентов обнаруживается постуральный тремор. Важной характеристикой этого вида тремора является наличие непродолжительной паузы в дрожании после начала движения или придания конечности определенного положения — так называемый «возобновляющийся» тремор (re-emergent tremor). Постуральное дрожание при болезни Паркинсона появляется не сразу после вытягивания рук, а спустя несколько секунд и затем постепенно нарастает по амплитуде. Такой вариант тремора имеет клинические характеристики, схожие с тремором покоя, в том числе ту же частоту и положительный ответ на леводопу.
Таким образом, хотя на практике больным с ЭТ часто ставится диагноз паркинсонизма, отличить классический вариант ЭТ от паркинсонического тремора в подавляющем большинстве случаев несложно. Но нередко в клинике встречаются пограничные случаи, когда дрожание, аналогичное ЭТ, сопровождается минимальными признаками паркинсонизма. В этом случае диагноз помогает установить длительное наблюдение за больным. Сравнительно быстрое нарастание признаков паркинсонизма указывает на болезнь Паркинсона или другое заболевание, проявляющееся паркинсонизмом.

## Лечение

### Коррекция образа жизни
В значительном числе случаев, особенно на ранней стадии, медикаментозного лечения не требуется: достаточно успокоить больных, которые часто испытывают дискомфорт не столько в связи с самим тремором, сколько с опасениями по поводу предполагаемого наступления тяжелого инвалидизирующего заболевания (чаще всего болезни Паркинсона).
Большинство пациентов с умеренным тремором в состоянии минимизировать функциональную и социальную недееспособность, овладев адаптивными методами: использовать авторучки, ножи или приборы для принятия пищи с удобными толстыми рукоятками, ножницы с безопасными тупыми концами, телефон с голосовым управлением и т. п.
К методам физического воздействия относят использование специальных ортезов, с помощью которых можно ограничить амплитуду движений лучезапястного сустава.

### Лекарственная терапия
В тех случаях, когда тремор приводит к ограничению профессиональной или бытовой деятельности, показано медикаментозное лечение, выбор препаратов для которого проводится с учетом их ожидаемой безопасности и эффективности. К наиболее безопасным и эффективным лекарственным средствам (уровень доказательности А по данным комитета экспертов Американской академии неврологии) относят β-блокатор пропранолол и антиконвульсант примидон. Эффективность пропранолола и примидона, которые традиционно относят к препаратам первого выбора, приблизительно равна.

### Глубокая стимуляция мозга
В настоящее время глубокая стимуляция мозга одобрена FDA для лечения эссенциального тремора .
Система глубокой стимуляции мозга состоит из трех компонентов: вживляемый в организм генератор стимулов, вживляемый в головной мозг электрод и удлинитель. Несмотря на доказанную эффективность глубокой стимуляции мозга, точный механизм действия остается неясным.
Глубокая стимуляция - хирургическая процедура. С помощью стереотаксической системы электрод проводится в глубокие структуры мозга и оставляется для стимуляции. 
Эффективность глубокой стимуляции мозга может достигать 90% в снижении тремора.
Существуют следующие осложнения : 
1. Хирургические
  - внутримозговые кровоизлияния c частотой 0%-34,4% (по данным различных авторов[5][6]).
  - воздушная венозная эмболия с частотой 1,3% [7]
  - потеря ликвора, приводящая к дислокации мозга
2. Связанные с устройством [4]
  - эрозия устройства
  - поломки электродов
  - инфекция устройства 1-3% [8]
3. Связанные со стимуляцией [4]
  - онемение
  - слабость
  - мышечные сокращения
  - трудности с речью
  - баланс
  - нарушения
  - диплопия
  - мания и депрессия

### Лечение фокусированным ультразвуком под контролем МРТ

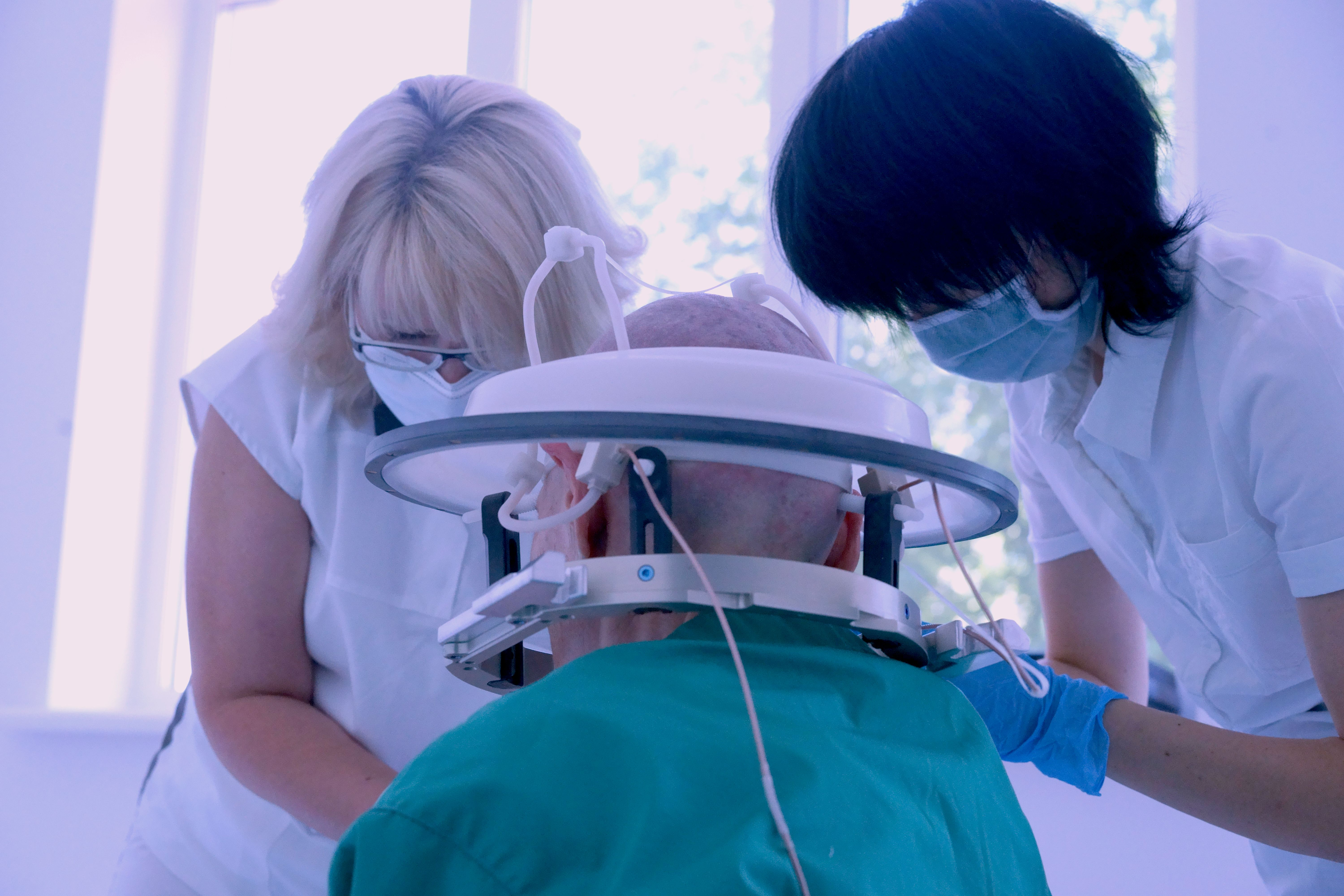
Пациент в шлеме для лечения фокусированным ультразвуком под контролем МРТ

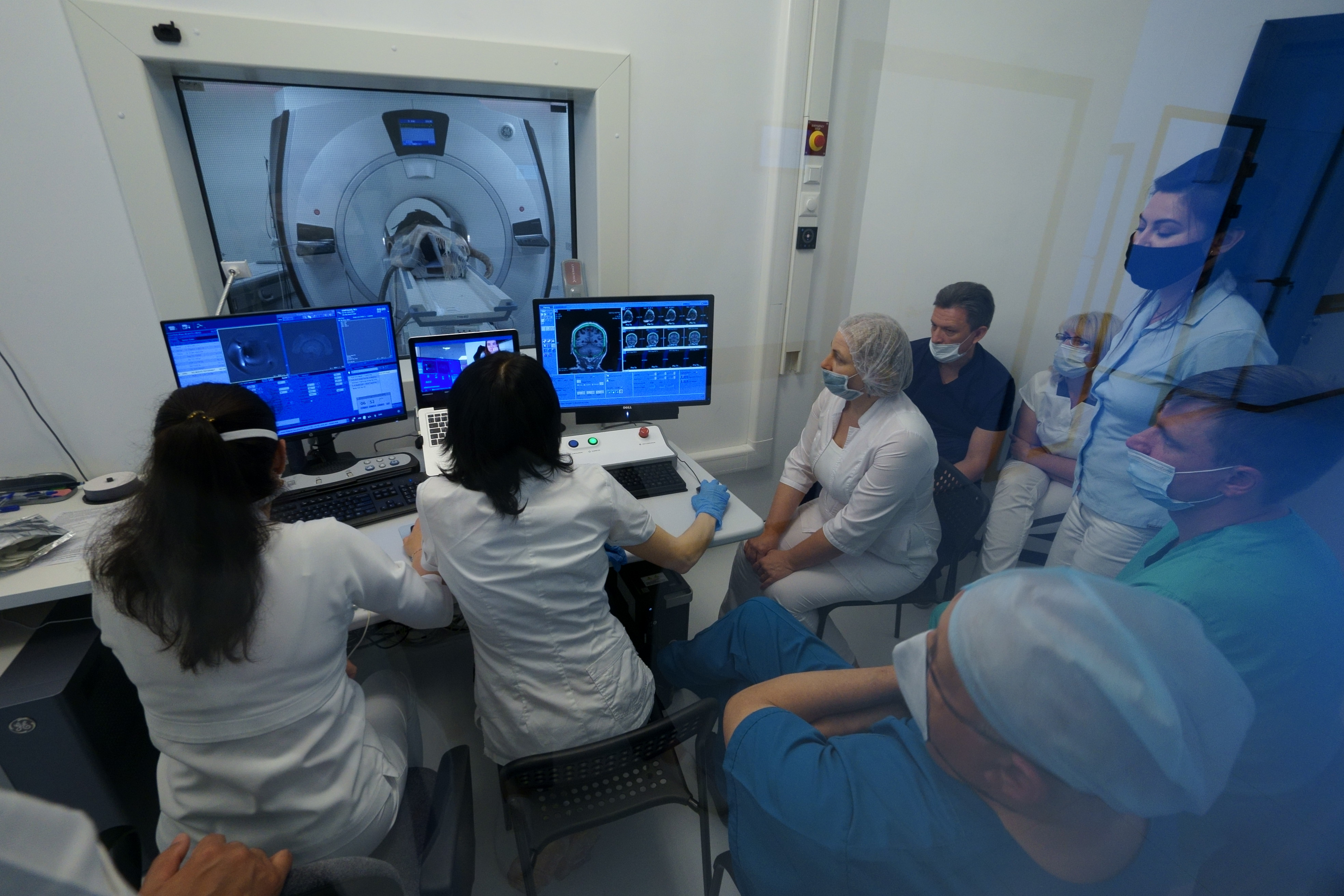
Так выглядит операционная и оборудование для лечения тремора фокусированным ультразвуком под контролем МРТ

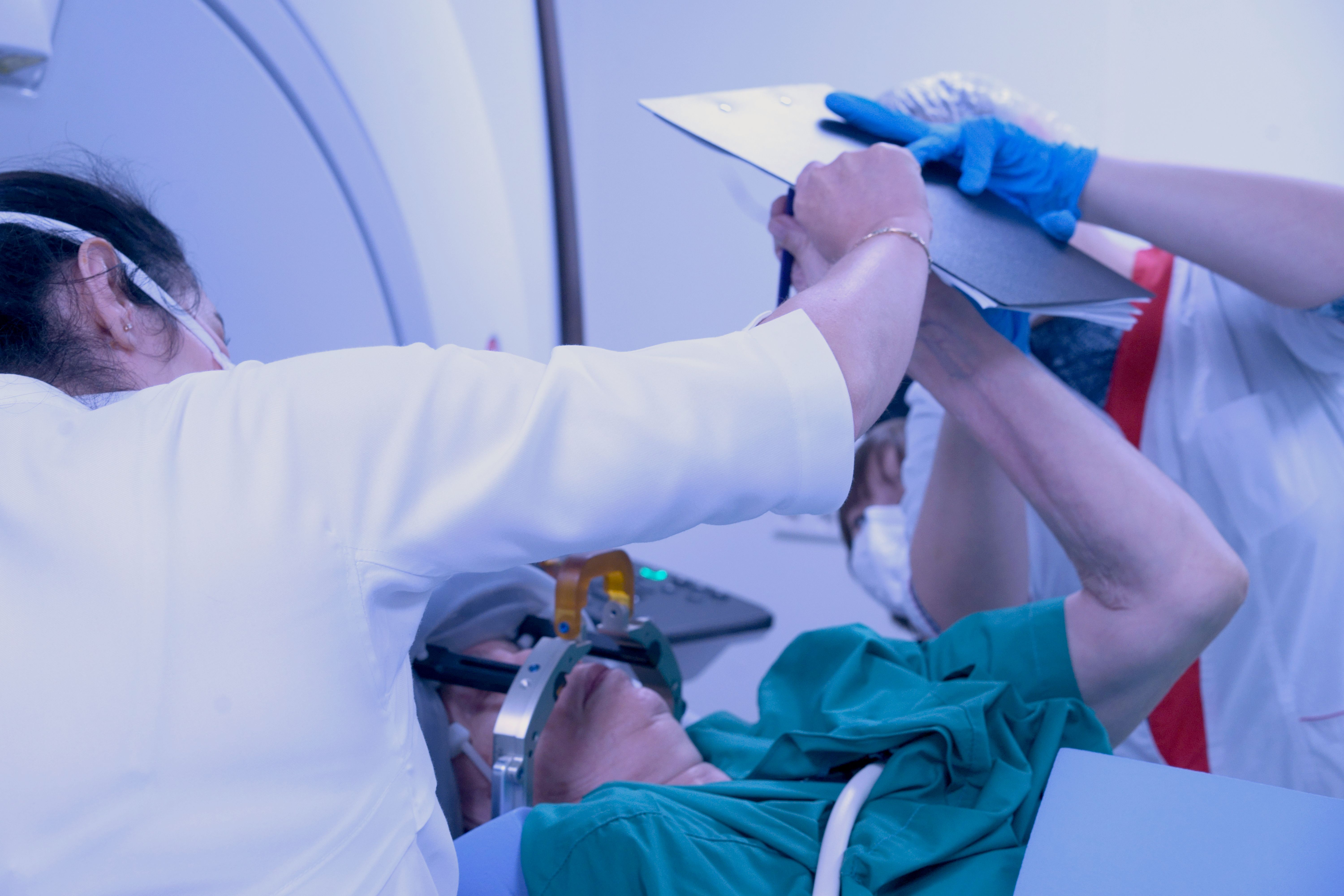
Во время проведения процедуры пациент в сознании, ему проводятся тесты на наличие тремора

Лечение тремора фокусированным ультразвуком под контролем МРТ одобрено FDA в 2016 году . 
Эффективность процедуры по данным Marc N. Gallay (2020) составила 95% через два дня, 96% через 3 месяца и 93% через год. У процедуры не отмечены такие осложнения как кровотечение, инфекция и дизартрия.
Операции с помощью воздействия фокусированного ультразвука под контролем МРТ в нейрохирургии отличаются:
1. Отсутствием необходимости проникать в полость черепа инструментами
2. Бескровностью
3. Обратимостью воздействия на первых этапах процедуры, до появления уверенности хирурга в том, что точка воздействия выбрана правильно
4. Безболезненностью и отсутствием необходимости анестезии на всех этапах лечения
5. Высокой эффективностью и низким количеством осложнений
6. Отсутствием вживляемых в мозг инородных тел

Лечение проводится следующим образом :
1. Пациенту заранее проводят МРТ головного мозга и КТ костей черепа.
2. Данные МРТ и КТ загружают в компьютерную систему планирования процедуры. Планирование включает оценку проводимости костных тканей и направление ультразвуковых волн.
3. Пациенту надевают специальный шлем, необходимый для передачи ультразвуковых волн в мозг.
4. Помещают пациента в аппарат МРТ, шлем соединяют с ответной частью, содержащую ультразвуковые передатчики.
5. Проводят МРТ головного мозга.
6. Проводят предварительное нагревание области воздействия (обычно это VIM ядро таламуса). Предварительный нагрев не повреждает ткань мозга и полностью обратим, но временно и обратимо подавляет функцию нейронов в области нагревания.
7. Оценивают точность попадания с помощью термометрии МРТ, оценивают наличие эффекта и отсутствие побочных неврологических осложнений.
  - При отсутствии эффекта или наличии побочных неврологических осложнений делают паузу, ждут возвращения состояния к исходному и повторяют предварительное нагревание в другой области, ориентируясь на карту ядер таламуса.
  - При наличии эффекта проводят нагревание в этой области повторно, до более высоких температур, получая необратимое лечебное воздействие.
8. Проводят МРТ головного мозга контрольно.
9. Снимают шлем пациента, пациент способен самостоятельно встать и обслуживать себя сразу после процедуры.
10. Пациент требует приема противовоспалительной терапии для профилактики отека области воздействия 1-2 недели по индивидуально подобранной схеме.

В России имеется центр по лечению эссенциального тремора фокусированным ультразвуком под контролем МРТ.